# Malacosoma americanum
Espèce
Malacosoma americanum est une espèce d'insectes lépidoptères (papillons) appartenant à la famille des Lasiocampidae et au genre Malacosoma. On le trouve dans la partie orientale du néarctique.

## Description
Il a une envergure d'environ 33 mm.

## Alimentation
Les chenilles se nourrissent des feuilles de divers arbres des genres Prunus et Malus tels que le cerisier et le pommier.

## Galerie

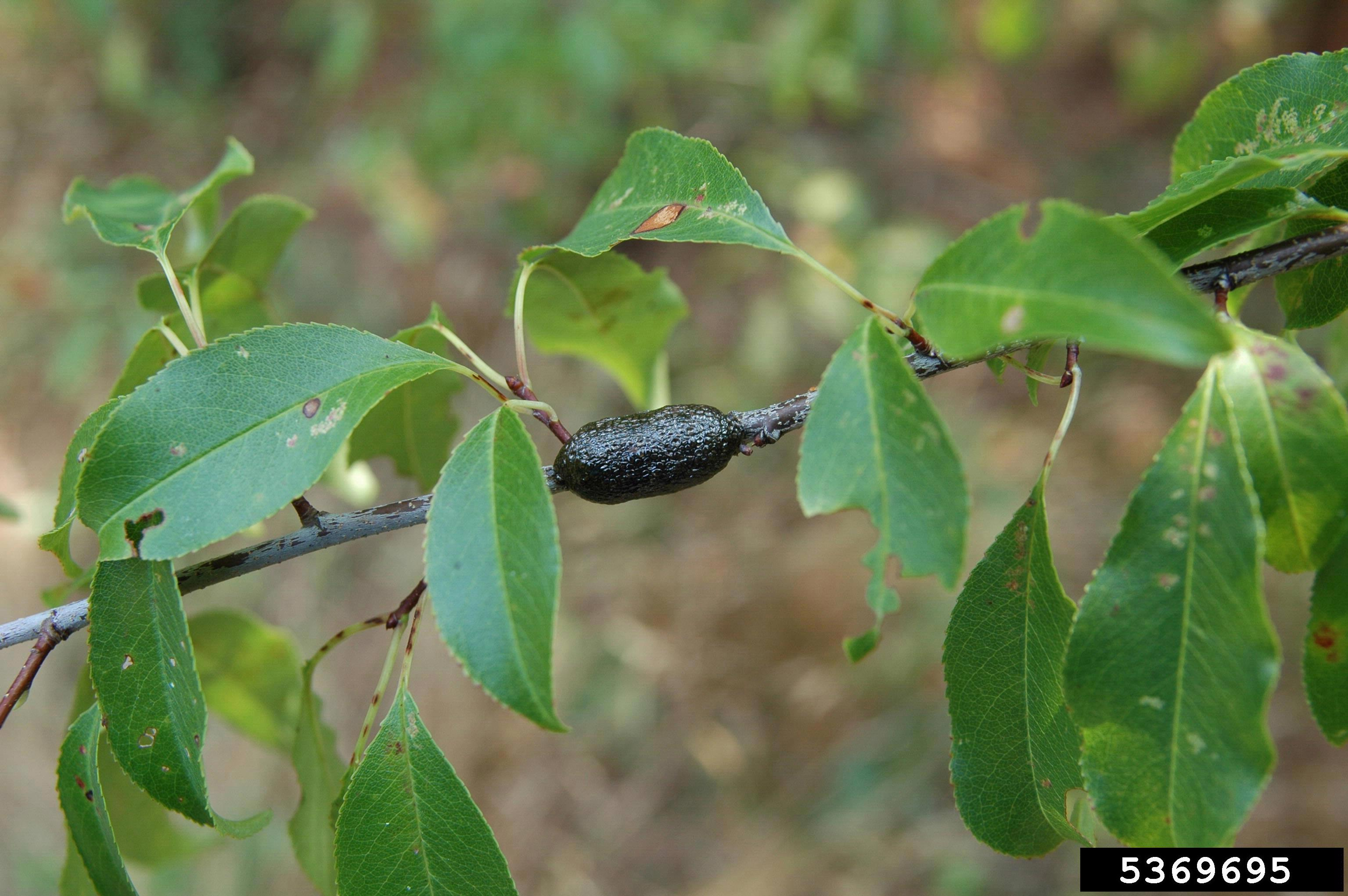
Œufs
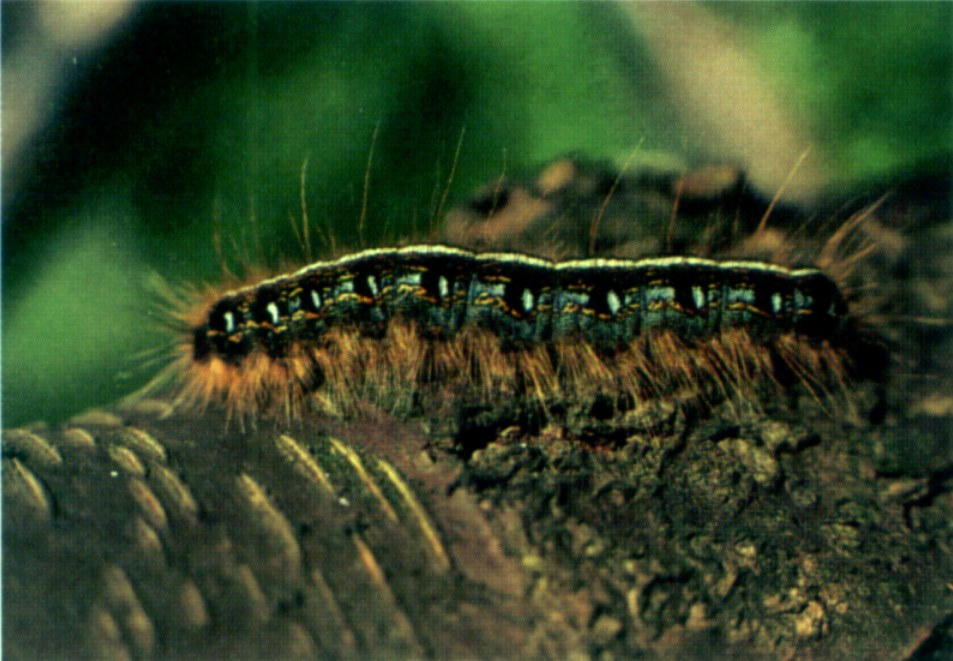
Chenille
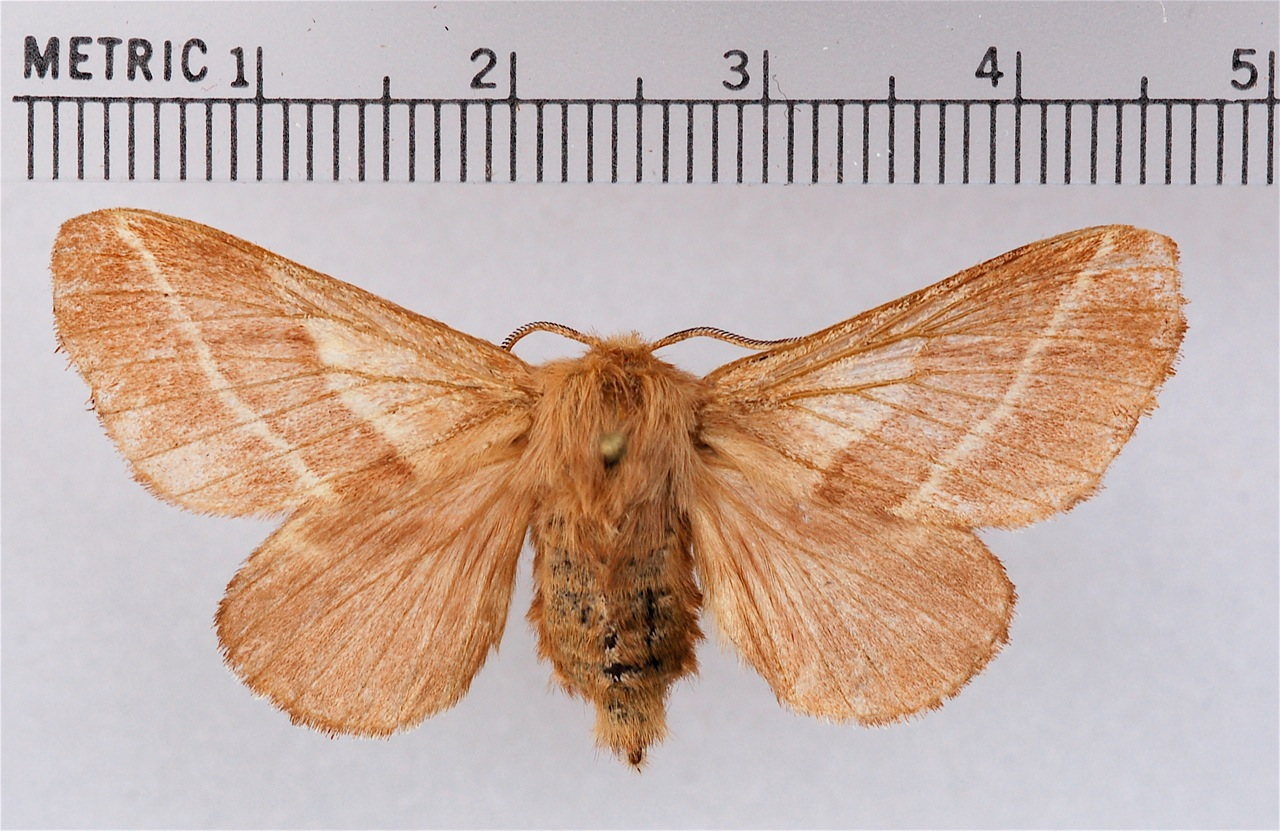
Femelle